# Acraea conjuncta
Acraea conjuncta är en fjärilsart som beskrevs av Friedrich Wilhelm Niepelt 1937. Acraea conjuncta ingår i släktet Acraea och familjen praktfjärilar. Inga underarter finns listade i Catalogue of Life.